# RADIO K.A.O.S.
『Radio K.A.O.S.』（レディオ・ケイオス）は、1987年に発表されたロジャー・ウォーターズのアルバム。前年の1986年にはアニメ映画『風が吹くとき』のサウンドトラックを手掛けているが、本作は1984年発表の『ヒッチハイクの賛否両論』に続くセカンド・ソロ・アルバムと位置づけられている。

## 概要
架空のラジオ局「Radio KAOS」を舞台としたコンセプト・アルバムで、前作と同様に難解なストーリーになっている。アルバムを通して聴いただけでは内容が理解できないため、ウォーターズによる“あらすじ”も書き添えられている。
主人公のビリーは身体障害者という設定である。ある日、世界中を漂うラジオ電波（Radio Waves）と交信するという超能力を得る。様々な電波と交信している中で、電波を通じて人々をコントロールしようと企てている権力者の存在に気づく。ビリーはこの動きを何とか阻止しようと、革新的な試みを行っているラジオ局「Radio KAOS」にコンタクトを取る。そして、DJのジムと共に世界に向けて平和のメッセージを投げかけていく。
既存のマスメディアを批判すると共に、「Radio KAOS」という独自の媒体を通して様々な社会的メッセージが込められたアルバムになっている。ピンク・フロイド在籍時のラスト・アルバム『ファイナル・カット』（1983年）に続いて、マーガレット・サッチャーやロナルド・レーガンが実名で非難されている。また、核兵器廃絶も中心テーマになっている。ラストの「流れが変わる時〜ライブ・エイドが終わって〜」では平和的で暖かなメッセージが歌われている。
アルバム・リリース後にはツアーも開催されたが、デヴィッド・ギルモア率いる新生ピンク・フロイドと日程が重なり、各地でバトルを展開する。しかし、アルバムの売上やツアーの観客動員ではフロイド側の圧勝に終わる。このときの経験から、ウォーターズはなかなかツアーに出る決意を持てず、次のツアーは1999年まで待つこととなる。

## 収録曲
1. ラジオ・ウェイヴ - "Radio Waves"
2. 誰がそんな情報を必要としてるんだい? - "Who Needs Information?"
3. 彼か、もしくは私が… - "Me Or Him"
4. 予知能力 - "The Power That Be"
5. サンセット通りにて - "Sunset Strip"
6. ホーム〜誰にでも国は存在する〜 - "Home"
7. 4分間のシミュレーション・ゲーム - "Four Minutes"
8. 流れが変わる時〜ライブ・エイドが終わって〜 - "The Tide Is Turning (After Live Aid)"